# 海棠电器
山西海棠电器集团股份有限公司，简称海棠电器，是曾位于山西省长治市苏店镇的一家大型企业，2004年正式破产。其前身为长治洗衣机厂。

## 历史沿革
长治洗衣机厂是由生产电动机和砂轮电机的长治电器厂转产而组建的新厂，始建于1966年。1979年开始生产浪花牌单桶洗衣机。
1981年在产品大量积压的情况下停产浪花牌洗衣机。同年，试制成功海棠牌单桶洗衣机。1985年，引进日本松下电器NA—W300Z越大波轮双桶洗衣机生产线，同年试制成功海棠牌双桶洗衣机，并成为国家最早定点并首批获得洗衣机生产许可证的专业厂家之一。其产量在1985年中国大陆洗衣机厂产量中排名第9。
1990年从日本松下电器公司引进全自动洗衣机生产设备和技术，海棠牌全自动洗衣机生产线投产。1992年，山西长治洗衣机厂升格为国家大型企业，列入中华人民共和国轻工业部200家最大工业企业名录，并进人全国500家最大工业企业行列。
2004年，由于体制管理原因，海棠电器集团宣布破产。